# NK Sava Zagreb
NK Sava je nogometni klub iz zagrebačkog naselja Gredice. U sezoni 2024./25. se natječe u 1. Zagrebačkoj nogometnoj ligi.

## Vanjske poveznice
- Profil, HNS Semafor